# Paul Papp
Paul Papp (Dej, 11 novembre 1989) è un calciatore rumeno, difensore del Petrolul Ploiești.

## Carriera

### Club
Il 31 maggio 2012 si trasferisce dal Vaslui a titolo definitivo al ChievoVerona. La sua cessione verrà resa ufficiale il 1º luglio, giorno d'apertura del calciomercato, il 30 settembre successivo debutta in campionato a Palermo, nella partita di campionato Palermo-Chievo. Invece il 7 aprile 2013 mette a segno il suo primo gol in Serie A, segnando nella partita in trasferta contro l'Udinese, partita poi persa dalla sua squadra per 3-1.
Nel gennaio 2014 fa ritorno in patria all'Astra Giurgiu. La stagione successiva invece milita nella Steaua Bucarest.

### Nazionale
Debutta in Nazionale Under-19 nel 2007 all'età di 18 anni.
Con la Nazionale maggiore ha debuttato nel 2011 e finora ha collezionato 20 presenze e 3 goal con la selezione rumena.

## Statistiche

### Presenze e reti nei club
Statistiche aggiornate al 24 agosto 2014.
| Stagione              | Squadra               | Campionato            | Campionato | Campionato | Coppe nazionali | Coppe nazionali | Coppe nazionali | Coppe continentali | Coppe continentali | Coppe continentali | Altre coppe | Altre coppe | Altre coppe | Totale | Totale |
| Stagione              | Squadra               | Comp                  | Pres       | Reti       | Comp            | Pres            | Reti            | Comp               | Pres               | Reti               | Comp        | Pres        | Reti        | Pres   | Reti   |
| --------------------- | --------------------- | --------------------- | ---------- | ---------- | --------------- | --------------- | --------------- | ------------------ | ------------------ | ------------------ | ----------- | ----------- | ----------- | ------ | ------ |
| 2006-2007             | Unirea Dej            | Liga I                | 28         | 1          | CR              | 1               | 0               | -                  | -                  | -                  | -           | -           | -           | 29     | 1      |
| 2007-2008             | Unirea Dej            | Liga I                | 32         | 2          | CR              | 2               | 0               | -                  | -                  | -                  | -           | -           | -           | 34     | 0      |
| Totale Unirea Dej     | Totale Unirea Dej     | Totale Unirea Dej     | 60         | 3          |                 | 3               | 0               |                    |                    |                    |             |             |             | 63     | 3      |
| 2008-2009             | Farul Constanta       | Liga I                | 34         | 2          | CR              | 4               | 0               | -                  | -                  | -                  | -           | -           | -           | 38     | 2      |
| 2009-2010             | Farul Constanta       | Liga I                | 36         | 3          | CR              | 6               | 0               | -                  | -                  | -                  | -           | -           | -           | 42     | 3      |
| Totale Farul Costanza | Totale Farul Costanza | Totale Farul Costanza | 70         | 5          |                 | 10              | 0               |                    | -                  | -                  |             |             |             | 80     | 5      |
| 2010-2011             | Vaslui                | Liga I                | 35         | 3          | CR              | 7               | 1               | -                  | -                  | -                  | -           | -           | -           | 42     | 4      |
| 2011-2012             | Vaslui                | Liga I                | 38         | 3          | CR              | 7               | 0               | -                  | -                  | -                  | -           | -           | -           | 45     | 3      |
| Totale Vaslui         | Totale Vaslui         | Totale Vaslui         | 73         | 6          |                 | 14              | 1               |                    | -                  | -                  |             |             |             | 87     | 7      |
| 2012-2013             | Chievoverona          | A                     | 8          | 1          | CI              | 1               | 0               | -                  | -                  | -                  | -           | -           | -           | 9      | 1      |
| 2013-2014             | Chievoverona          | A                     | 6          | 0          | CI              | 2               | 0               | -                  | -                  | -                  | -           | -           | -           | 8      | 0      |
| Totale ChievoVerona   | Totale ChievoVerona   | Totale ChievoVerona   | 14         | 1          |                 | 3               | 0               |                    |                    |                    |             |             |             | 17     | 1      |
| gen.2014              | Astra Giurgiu         | Liga I                | 20         | 2          | CR              | 3               | 0               | -                  | -                  | -                  | -           | -           | -           | 23     | 2      |
| Totale carriera       | Totale carriera       | Totale carriera       | 237        | 17         |                 | 33              | 1               |                    | -                  | -                  |             |             |             | 270    | 18     |

### Cronologia presenze e reti in nazionale
| Cronologia completa delle presenze e delle reti in nazionale ― Romania | Cronologia completa delle presenze e delle reti in nazionale ― Romania | Cronologia completa delle presenze e delle reti in nazionale ― Romania | Cronologia completa delle presenze e delle reti in nazionale ― Romania | Cronologia completa delle presenze e delle reti in nazionale ― Romania | Cronologia completa delle presenze e delle reti in nazionale ― Romania | Cronologia completa delle presenze e delle reti in nazionale ― Romania | Cronologia completa delle presenze e delle reti in nazionale ― Romania |
| Data                                                                   | Città                                                                  | In casa                                                                | Risultato                                                              | Ospiti                                                                 | Competizione                                                           | Reti                                                                   | Note                                                                   |
| ---------------------------------------------------------------------- | ---------------------------------------------------------------------- | ---------------------------------------------------------------------- | ---------------------------------------------------------------------- | ---------------------------------------------------------------------- | ---------------------------------------------------------------------- | ---------------------------------------------------------------------- | ---------------------------------------------------------------------- |
| 8-2-2011                                                               | Paralimni                                                              | Romania                                                                | 2 – 2 dts (2 – 4 dtr)                                                  | Ucraina                                                                | Torneo di Cipro 2011 - Semifinale                                      | -                                                                      |                                                                        |
| 3-6-2011                                                               | Bucarest                                                               | Romania                                                                | 3 – 0                                                                  | Bosnia ed Erzegovina                                                   | Qual. Euro 2012                                                        | -                                                                      |                                                                        |
| 7-6-2011                                                               | San Paolo                                                              | Brasile                                                                | 1 – 0                                                                  | Romania                                                                | Amichevole                                                             | -                                                                      |                                                                        |
| 11-6-2011                                                              | Asunción                                                               | Paraguay                                                               | 2 – 0                                                                  | Romania                                                                | Amichevole                                                             | -                                                                      | 46’                                                                    |
| 11-11-2011                                                             | Liegi                                                                  | Belgio                                                                 | 2 – 1                                                                  | Romania                                                                | Amichevole                                                             | -                                                                      | 70’                                                                    |
| 15-11-2011                                                             | Altach                                                                 | Grecia                                                                 | 1 – 3                                                                  | Romania                                                                | Amichevole                                                             | -                                                                      |                                                                        |
| 29-2-2012                                                              | Bucarest                                                               | Romania                                                                | 1 – 1                                                                  | Uruguay                                                                | Amichevole                                                             | -                                                                      |                                                                        |
| 30-5-2012                                                              | Lucerna                                                                | Svizzera                                                               | 0 – 1                                                                  | Romania                                                                | Amichevole                                                             | -                                                                      |                                                                        |
| 5-6-2012                                                               | Innsbruck                                                              | Austria                                                                | 0 – 0                                                                  | Romania                                                                | Amichevole                                                             | -                                                                      |                                                                        |
| 15-8-2012                                                              | Lubiana                                                                | Slovenia                                                               | 4 – 3                                                                  | Romania                                                                | Amichevole                                                             | 1                                                                      | 63’ 73’                                                                |
| 14-11-2014                                                             | Bucarest                                                               | Romania                                                                | 2 – 0                                                                  | Irlanda del Nord                                                       | Qual. Euro 2016                                                        | 2                                                                      |                                                                        |
| 18-11-2014                                                             | Bucarest                                                               | Romania                                                                | 2 – 0                                                                  | Danimarca                                                              | Amichevole                                                             | -                                                                      | 61’ 79’                                                                |
| 7-2-2015                                                               | Adalia                                                                 | Romania                                                                | 0 – 0                                                                  | Bulgaria                                                               | Amichevole                                                             | -                                                                      | 49’                                                                    |
| 14-2-2015                                                              | Aksu                                                                   | Romania                                                                | 2 – 1                                                                  | Moldavia                                                               | Amichevole                                                             | -                                                                      | 69’                                                                    |
| 29-3-2015                                                              | Ploiești                                                               | Romania                                                                | 1 – 0                                                                  | Fær Øer                                                                | Qual. Euro 2016                                                        | -                                                                      |                                                                        |
| 13-6-2015                                                              | Belfast                                                                | Irlanda del Nord                                                       | 0 – 0                                                                  | Romania                                                                | Qual. Euro 2016                                                        | -                                                                      |                                                                        |
| 4-9-2015                                                               | Budapest                                                               | Ungheria                                                               | 0 – 0                                                                  | Romania                                                                | Qual. Euro 2016                                                        | -                                                                      |                                                                        |
| 7-9-2015                                                               | Bucarest                                                               | Romania                                                                | 0 – 0                                                                  | Grecia                                                                 | Qual. Euro 2016                                                        | -                                                                      | 78’                                                                    |
| 8-10-2015                                                              | Bucarest                                                               | Romania                                                                | 1 – 1                                                                  | Finlandia                                                              | Qual. Euro 2016                                                        | -                                                                      |                                                                        |
| Totale                                                                 |                                                                        | Presenze                                                               | 19                                                                     |                                                                        | Reti                                                                   | 3                                                                      |                                                                        |

| Cronologia completa delle presenze e delle reti in nazionale (partite non ufficiali) ― Romania | Cronologia completa delle presenze e delle reti in nazionale (partite non ufficiali) ― Romania | Cronologia completa delle presenze e delle reti in nazionale (partite non ufficiali) ― Romania | Cronologia completa delle presenze e delle reti in nazionale (partite non ufficiali) ― Romania | Cronologia completa delle presenze e delle reti in nazionale (partite non ufficiali) ― Romania | Cronologia completa delle presenze e delle reti in nazionale (partite non ufficiali) ― Romania | Cronologia completa delle presenze e delle reti in nazionale (partite non ufficiali) ― Romania | Cronologia completa delle presenze e delle reti in nazionale (partite non ufficiali) ― Romania |
| Data                                                                                           | Città                                                                                          | In casa                                                                                        | Risultato                                                                                      | Ospiti                                                                                         | Competizione                                                                                   | Reti                                                                                           | Note                                                                                           |
| ---------------------------------------------------------------------------------------------- | ---------------------------------------------------------------------------------------------- | ---------------------------------------------------------------------------------------------- | ---------------------------------------------------------------------------------------------- | ---------------------------------------------------------------------------------------------- | ---------------------------------------------------------------------------------------------- | ---------------------------------------------------------------------------------------------- | ---------------------------------------------------------------------------------------------- |
| 27-1-2012                                                                                      | Belek                                                                                          | Romania                                                                                        | 4 – 0                                                                                          | Turkmenistan                                                                                   | Amichevole                                                                                     | -                                                                                              |                                                                                                |
| Totale                                                                                         |                                                                                                | Presenze                                                                                       | 1                                                                                              |                                                                                                | Reti                                                                                           | 0                                                                                              |                                                                                                |

## Palmarès

### Competizioni nazionali
- Coppa di Romania: 3

Astra Giurgiu: 2013-2014
Steaua Bucarest: 2014-2015
U Craiova: 2020-2021
- Supercoppa di Romania: 1

Astra Giurgiu: 2014
- Coppa di lega rumena: 1

Steaua Bucarest: 2014-2015
- Campionato rumeno: 1

Steaua Bucarest: 2014-2015